# Вулик (Веллінгтон)

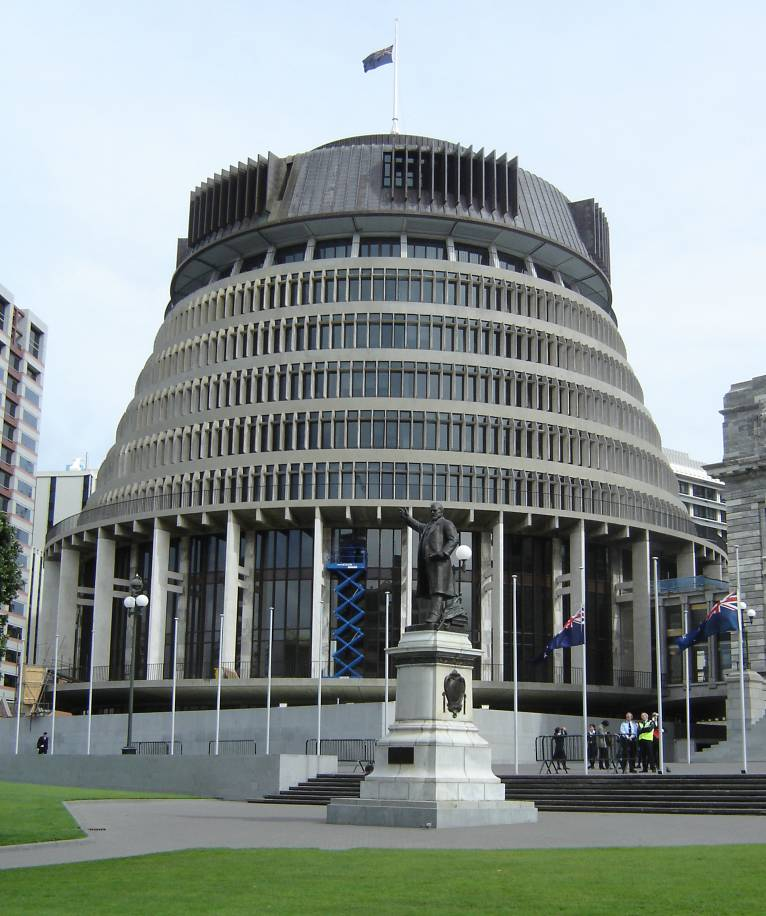

Вулик (англ. Beehive) — одна з будівель парламентського комплексу у Веллінгтоні, столиці Новій Зеландії. У ньому знаходиться канцелярія прем'єр-міністра країни і ряд міністерств. Розташований будинок на розі вулиць Molesworth Street і Lambton Quay. Отримав назву «Вулик», оскільки його форма нагадує традиційний англійський солом'яний вулик для бджіл — сапетку.
Концепція оригінального круглого в плані будівлі в стилі модернізму розроблена шотландським архітектором сером Безілом Спенсом. Будівля зводилася в 1969–1981 роках і була офіційно відкрита в 1977 році королевою Великої Британії Єлизаветою II (що є формальною головою Нової Зеландії). Вулик має десять надземних і чотири підземних поверхи, висота його 72 метри. Темно-коричневий дах Вулика зроблено з листової міді.

## Факти та цифри
Будівля має десять поверхів (72 метри (236 футів)) у висоту та чотири — під землею. Ядро вхідного фойє прикрашено мармуровою підлогою, стіновими панелями з нержавіючої сталі та напівпрозорою скляною стелею.   
Коричневий дах вулика виготовлено з 20 тонн міді, звареної вручну та зшитою швами. Будинок має природний зовнішній вигляд. Тунель проходить під Боуен-стріт від The Beehive до парламентських офісів у Bowen House. Вулик прикрашений витворами мистецтва Нової Зеландії. На внутрішній стіні банкетного залу знаходиться фреска Джона Дробріджа завдовжки 42 метри висотою і 4,8 метра довжиною, що зображує атмосферу й небо Нової Зеландії   